# Effingham (Schiff)
Die HMS Effingham war ein Kreuzer der Hawkins-Klasse der Royal Navy. Das Schiff war nach dem 2. Baron Howard of Effingham (Charles Howard) benannt, der als Commander-in-Chief der englischen Flotte im Jahr 1588 die Spanische Armada besiegte. Nach den Bestimmungen des Washingtoner Flottenabkommens wurde das Schiff anfangs als Schwerer Kreuzer klassifiziert, nach ihrer Umarmierung 1938 als Leichter Kreuzer.
Die Effingham wurde nach dem Ersten Weltkrieg fertiggestellt und ging am 17. Mai 1940 während des Norwegenfeldzuges durch Strandung verloren.
Sie war das einzige Schiff der Royal Navy, das den Namen Effingham führte. Der Name wurde allerdings 1943 einer Ausbildungseinrichtung für Spezialkräfte der britischen Marine verliehen.

## Bau und Umbauten
Sie wurde am 6. April 1917 bei der Marinewerft in Portsmouth auf Kiel gelegt. Im November 1917 wurde entschieden, statt der vorgesehenen vier kohlebefeuerten Kessel zwei ölbefeuerte Schmalrohrkessel einzubauen, so dass das Schiff zehn ölbefeuerte Kessel erhielt. Nach dieser Maßnahme wurde die Leistung mit 65.000 Wellen-PS angegeben. Die Effingham lief am 8. Juni 1921 von Stapel und wurde am 2. Juni 1925 fertiggestellt.
Bis zum Jahr 1932 waren die 7,6-cm-Geschütze durch drei 10,2-cm-Luftabwehrgeschütze in Einzellafette ersetzt worden.
Von September 1936 bis Juni 1938 wurde die Effingham in der Marinewerft Devonport einem Umbau unterzogen. Die beiden hintersten Kessel wurden entfernt und die Abzüge der acht verbleibenden Kessel in einem Schornstein zusammengefasst, wodurch an Deck Platz für ein Katapult geschaffen wurde. Danach leistete die Antriebsanlage noch 56.000 Wellen-PS für 29 kn. Der ehemalige Kesselraum wurde für zusätzliche Treibstoffbunker genutzt, wodurch sich der Treibstoffvorrat auf 2.150 tn. l. erhöhte.
Alle sieben 19,1-cm-Geschütze wurden entfernt und durch neun 15,2-cm-Geschütze, ebenfalls in Einzellafetten mit Schilden, ersetzt. Je drei Geschütze wurden überhöht vorne und hinten anstelle der ursprünglichen zwei überhöhten Lafetten aufgestellten, die übrigen drei 15,2-Rohre ersetzten die vorherigen Geschütze auf den Positionen mittschiffs an den Schiffseiten und ganz hinten auf dem Achterdeck. Vermutlich stammten die Geschütze von den zu Flugabwehrkreuzern umgebauten Schiffen Coventry und Curlew. Die beiden Unterwassertorpedorohre wurden ausgebaut.
Außerdem sollte sie eine modernisierte Luftabwehr aus acht 10,2-cm-Geschützen in vier Doppellafetten, zwei 2-Pfünder-Achtlingslafetten, zwei 12,7-mm-MG-Vierlinge und zwei Luftabwehr-Feuerleitgeräte vom Typ HACS Mk III* erhalten. Davon waren am Ende der Werftliegezeit aber nur die MG-Vierlinge eingebaut, außerdem vier 10,2-cm-Einzellafetten als Zwischenlösung. Offensichtlich hatte das Schiff aber nur eine geringe Priorität. Das vorgesehene Katapult fehlte ebenfalls.
Die 10,2-cm-Doppellafetten, Leitgeräte und ein Katapult wurden kurz vor der Flottenschau der Reserve im August 1939 in Weymouth eingebaut. In einer weiteren Werftliegezeit von Januar bis März 1940 in Portsmouth kamen die 2-Pfünder an Bord, außerdem wurden die Kessel neu berohrt.

## Geschichte

### Zwischenkriegszeit
Das Schiff diente zwischen 1925 und 1932 als Flaggschiff des  4. Kreuzergeschwaders auf der ostindischen Station. Danach diente sie Flaggschiff der Reserveflotte.

### Zweiter Weltkrieg
Zu Beginn des Zweiten Weltkriegs patrouillierte der Kreuzer im Rahmen der „Northern Patrol“ im Nordatlantik. Ab Oktober bis zum Jahresende 1939 wurde das Schiff zur Geleitzugsicherung und zur Jagd auf deutsche Handelsstörer und Handelsschiffe eingesetzt. Außerdem transportierte die Effingham Goldreserven im Wert von zwei Millionen britische Pfund nach Halifax auf Nova Scotia, Kanada.
Nach ihrem letzten Werftaufenthalt wurde das Schiff während der deutschen Besetzung Norwegens in den dortigen Gewässern eingesetzt. Dabei wurde sie am 19. April 1940 südwestlich der Lofoten erfolglos von dem deutschen U-Boot U 38 angegriffen. Bis Mitte Mai beschoss die Effingham deutsche Stellungen im Raum Narvik.

### Letzter Einsatz und Verlust
Auf ihrer letzten Fahrt war die Effingham Teil eines Verbandes unter Konteradmiral G. Vivian, der außerdem aus den beiden Flakkreuzern Coventry (Flaggschiff) und Cairo und den beiden Zerstörern Echo und Matabele bestand. Die Effingham hatte über tausend Soldaten, zehn Universal Carrier und ca. 130 t Vorräte an Bord. Der Verband verließ Harstad am 17. Mai 1940 mit dem Ziel Bodø.
Um sich nicht Luftangriffen in den beengten Gewässern des Tjeldsunds und des Vestfjords auszusetzen, wählte der Verband eine Route über die offene See nordwestlich der Lofoten, um Bodø von Westen anzusteuern. Da im Hauptfahrwasser nach Bodø die Gefahr von U-Boot-Angriffen bestand, wurde auf Anregung des Kommandanten der Effingham eine Ansteuerung weiter nördlich zwischen der Insel Bliksvær und der Inselgruppe Terra gewählt. Dabei setzte sich die Effingham um 19:15 Uhr an die Spitze der Kreuzer, da sie über eine großmaßstäbliche Seekarte verfügte. Die Zerstörer liefen als Sicherung voraus, die Matabele in Kiellinie und die Echo an Steuerbord.
Ungefähr um 19:45 Uhr, als der Verband gerade eine Kursänderung nach Steuerbord ausführte, streifte zuerst die Matabele ein Riff der Faksen-Untiefe und verlor dabei eine Schiffsschraube. Kurz darauf lief die Effingham mit 22 kn hart auf das Faksen-Riff. Auch die ihr folgende Coventry hatte leichte Grundberührung mit ihrem Heck.
Auf der Effingham wurden schnell alle Kessel- und Maschinenräume überflutet, wodurch sie auch die elektrische Energie verlor. Das Wasser drang auch in andere Abteilungen ein, und das Schiff begann auf ebenem Kiel zu sinken. Die Echo kam längsseits und übernahm ca. 1.300 Mann an Truppen und Besatzung. Ohne Antrieb trieb die Effingham im Bogen Richtung Südosten und lief ca. 4,5 km von Strandungsort im Flachwasser nördlich der Insel Skjoldsholmen endgültig auf Grund, sieben Seemeilen von Bodø. Bei dem Unglück waren keine Verluste an Menschenleben zu beklagen.
Bis zum Morgen des folgenden 18. Mai 1940 barg die Echo zusammen mit norwegischen Küstenfahrzeugen einen Teil der Ladung. Danach torpedierte die Echo das Wrack, das daraufhin nach Steuerbord kippte. Nach einigen Quellen wurde das Wrack von der britischen Marine am 21. Mai 1940 durch Geschützfeuer zerstört. Dagegen spricht, dass der Gefechtsbericht hiervon nichts erwähnt und dass der britische Kommandant im Raum Narvik, Flottenadmiral William Henry Dudley Boyle, am 25. Mai den Zustand des Wracks in Hinblick auf eine mögliche Bergung feststellen ließ.
Nach dem Krieg wurde das Wrack der Effingham von einer norwegischen Firma abgebrochen.

### Untersuchung und Verlustursache
Unmittelbar nach dem Untergang ließ die britische Admiralität verlauten, dass die Effingham auf einen nicht kartierten Felsen aufgelaufen sei. Allerdings zeigt auch eine 1991 vom Hydrographen der Royal Navy veröffentlichte großmaßstäbliche Karte im fraglichen Gebiet (zwischen dem Faksen-Riff und der Insel Bliksvær) keinen solchen Felsen.
Erst am 27. Juli 1940 wurde die Anhörung zum Verlust des Schiffes abgehalten. Dazu existiert kein vollständiger Bericht. Nach der Erinnerung des Kommandanten der Echo kam der Untersuchungsausschuss zu dem Ergebnis, dass das auf den verwendeten norwegischen Seekarten verzeichnete Symbol für das Faksen-Riff nicht verstanden wurde und so der Kurs über das Riff hinweg abgesetzt wurde. Als weitere Version ist in der Literatur zu finden, dass beim Einzeichnen des Kurses der Bleistiftstrich über das Riff gezogen wurde, so dass dieses nicht mehr erkennbar war. Laut den Memoiren des Kommandanten der Effingham wurde er als Ergebnis der Untersuchung dafür gerügt, nicht genügend Abstand zu einer bekannten Untiefe eingehalten zu haben und die Navigationsvorgaben seines Flaggoffiziers nicht kritisch hinterfragt zu haben.
Richard N. J. Wright hält die Erklärung für die Strandung falsch, da sie nicht zu den Fakten passe. Auf dem fraglichen Abschnitt der Marschroute sollte die Effingham einen Kurs 080 Grad steuern, der auf das nördliche (in Fahrtrichtung linke) Ende der kleinen Insel Svartskj ausgerichtet war. Die Kursänderungen auf Kurs 097 Grad (bei deren Ausführung die Matabele Grundberührung hatte), sollte ausgeführt werden, sobald die Insel Sjursholmen von der Effingham bei 97 Grad (also 17 Grad Steuerbord) peilte. Ein solcher Kurs hätte den Verband aber ca. 360 m (2 Kabellängen) südlich am Riff vorbeigeführt; ein entsprechender Bleistiftstrich auf der Karte hätte das Riff gar nicht verdecken können. Um unter Nutzung des linken Randes von Svartskj als Landmarke das Faksen-Riff zu berühren (oder zu überzeichnen), hätte der abgesetzte Kurs 085 Grad betragen müssen.
Wright vertritt daher die These, dass die Schiffsführung der Effingham statt der Insel Svartksj die die benachbarte Insel Store Terranuken anpeilte. Bei der letzten Kurskorrektur um 19:42 Uhr könnten sich die beiden Inseln bereits überlappt haben. Ein solcher Kurs hätte den Verband in Richtung des Südrandes des Faksen-Riffs geführt. Die geplante Kursänderung hätte aber trotzdem noch ca. 360 m (2 Kabellängen) vor dem Riff stattgefunden. Ein Peilfehler von 0,5 Grad in Bezug auf die Insel Sjursholmen ist jedoch groß genug, dass die Kursänderung um diese Entfernung zu spät und daher auf dem Südrand des Riffs ausgeführt würde. Damit wäre der Verlust der Effingham auf die Verbindung zweier Navigationsfehler beim Versuch, dem geplanten Kurs zu folgen, zurückzuführen.